# Jehoschua Höschel
Jehoschua Höschel ben Joseph (geboren um 1578 in Vilnius; gestorben am 16. August 1648 in Krakau) war ein Talmudist.

## Leben
Jehoschua Höschel wurde in Wilna geboren. Das Geburtsjahr ist unbekannt. Er ging nach Wladimir zu R. Samuel ben Phöbus und nach Lemberg zu Rabbi Jehoschua Falk.
Jehoschua Höschel wurde Rabbi in Grodno, dann in Przemyśl und 1639 in Lemberg. 1640 wurde er Leiter der Jeschiwa in Krakau und übte dort einen großen Einfluss auf Schüler wie Schabbatai ha-Kohen aus. 1648 starb er.

## Werke
- Maginne Schelomo, Amsterdam 1715, Kommentare zum Talmud
- Sche’elot u-Teschubot Pene Jehoschua, Amsterdam 1715, Lemberg 1860